# Palakkad
Palakkad (äldre namn Palghat) är en stad i den indiska delstaten Kerala och är centralort i ett distrikt med samma namn. Folkmängden uppgick till cirka 130 000 invånare vid folkräkningen 2011. Storstadsområdet beräknades ha cirka 350 000 invånare 2018.
Den mest bekanta byggnaden i staden är det fort som uppfördes i granit av Haider Ali 1766. Området som tidigare behärskats av furstarna i Mysore tillföll britterna efter Tippo Sahibs fall 1792.